# Plazma

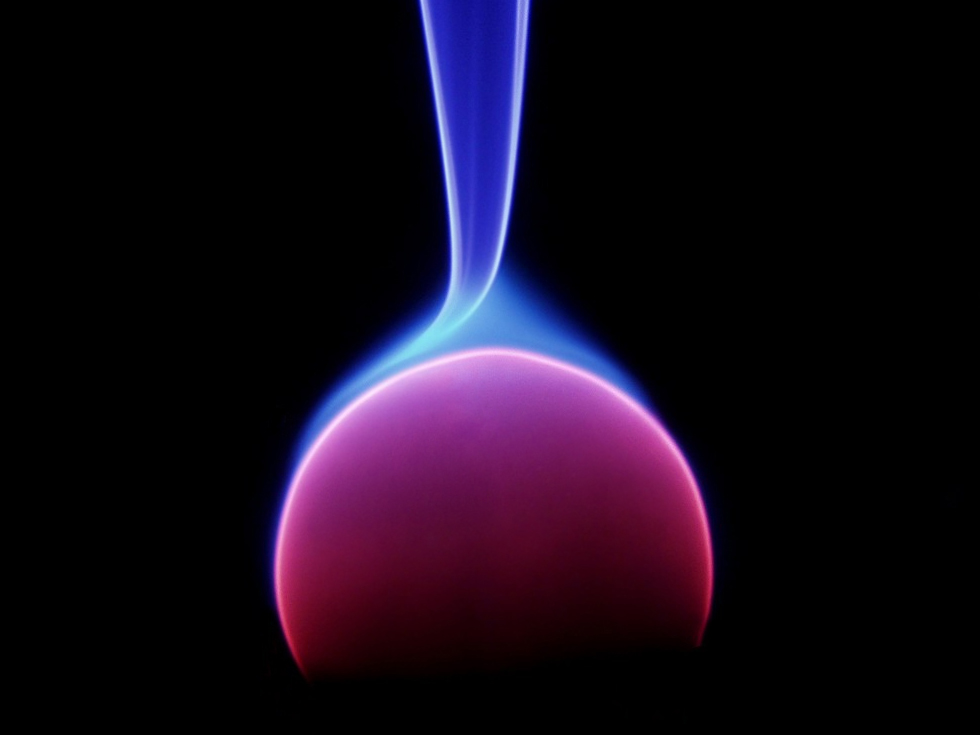
Elektroda kuli plazmowej z wyładowaniem elektrycznym. W obszarze wyładowania materia znajduje się w stanie plazmy. Charakterystyka spektralna, a w konsekwencji kolor emitowanego promieniowania (tu niebieski) zależy od rodzaju atomów wzbudzanego wewnątrz kuli i jest efektem emisji promieniowania elektromagnetycznego podczas powrotu elektronów z wyższych (wzbudzonych) poziomów energetycznych do niższych stanów.

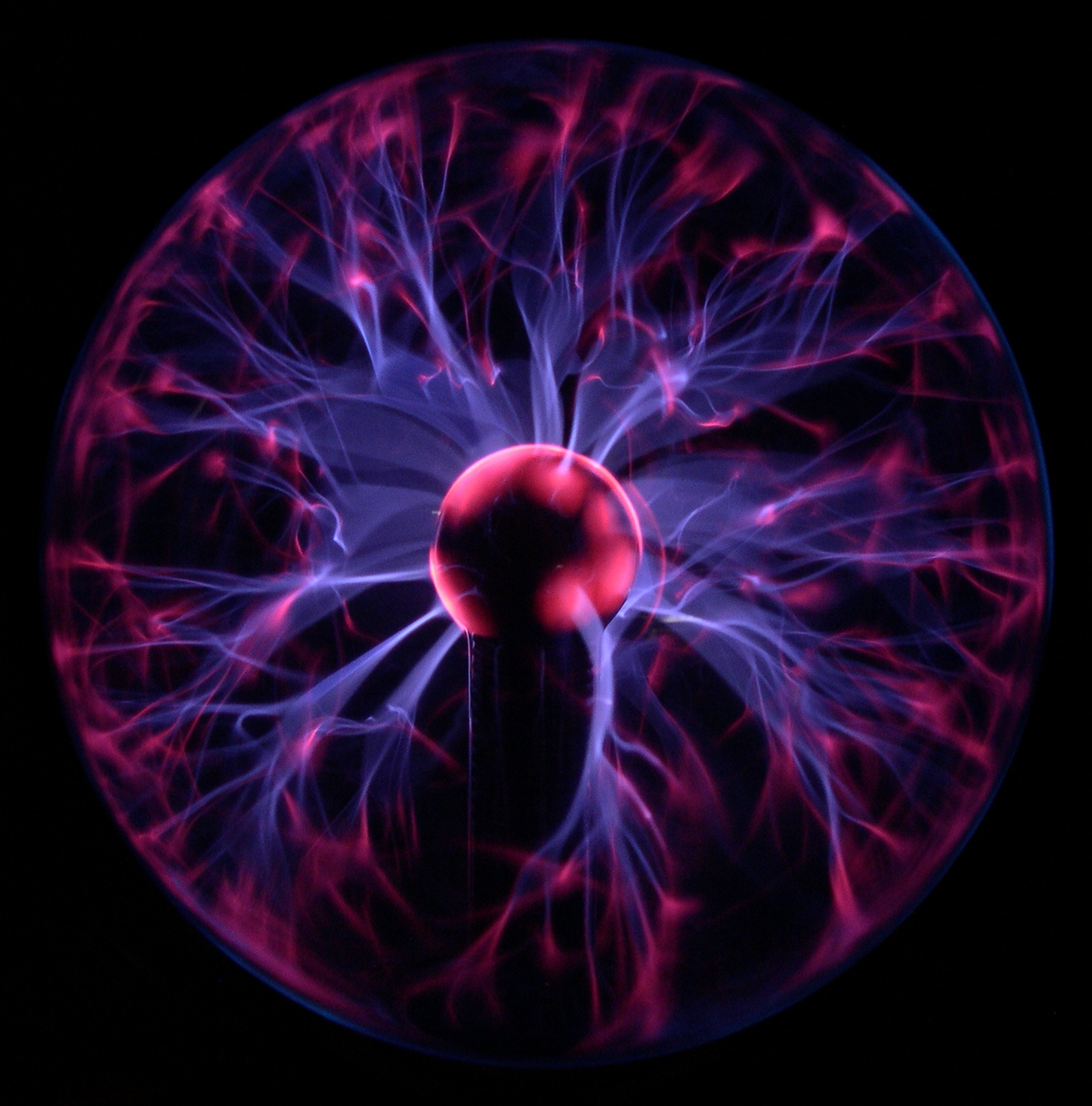
Wyładowanie w kuli plazmowej

Plazma (ang. plasma z gr. πλάσμα plásma „rzecz uformowana, ulepiona, wymyślona” od πλάσσειν, plássein ‘formować; modelować’) – zjonizowana materia o stanie skupienia przypominającym gaz, w którym znaczna część cząstek jest naładowana elektrycznie. Mimo że plazma zawiera swobodne cząstki naładowane (jony i elektrony), to w skali makroskopowej jest elektrycznie obojętna.
Obecnie duża część badań dotyczących fizyki plazmy toczy się w ramach międzynarodowego programu fuzji jądrowej, między innymi w projektach takich jak ITER.
Dokładniejsza definicja plazmy zależy od kontekstu, w jakim występuje. Rodzaje plazmy:
- Plazma tworząca gwiazdy (tak zwana plazma gorąca) składa się z naładowanych i obojętnych cząstek elementarnych oraz w pełni zjonizowanych jąder atomowych, jednak z uwagi na dużą gęstość i wysoką temperaturę nie można mówić o obecności atomów neutralnych.
- Plazma zimna powstaje przy odpowiednio niskich temperaturach i gęstościach, w warunkach ziemskich (na przykład podczas wyładowań atmosferycznych) i w zbudowanych przez człowieka urządzeniach (na przykład plazmotronach). W jej skład, prócz składników tworzących plazmę gorącą, wchodzić mogą również atomy i ich jony, a także cząsteczki (zarówno obojętne, jak i zjonizowane). W odróżnieniu od plazmy gorącej, jonizacja cząstek nie jest całkowita – układ ma energię na oderwanie od cząstek jedynie „wierzchnich” elektronów.
- Plazma wyładowania pierścieniowego to niskociśnieniowa odmiana plazmy. Otrzymywana jest pod wpływem przemiennego pola elektromagnetycznego wysokiej częstości rzędu 100 MHz przy ciśnieniu obniżonym do ok. 1 hPa. Jest to interesujący stan materii o ciekawych właściwościach fizycznych, trudny jednak do badań z uwagi na brak w tych warunkach równowagi termodynamicznej. Określenie plazma wyładowania pierścieniowego (ang. Ring Discharge Plasma) wprowadził na początku lat osiemdziesiątych XX w. polski fizyk prof. Henryk Zbigniew Wrembel.

## Właściwości elektryczne
Z uwagi na obecność dużej ilości jonów o różnym ładunku, a także swobodnych elektronów, plazma silnie oddziałuje z polem elektrycznym i magnetycznym. Z tych samych względów, plazma przewodzi prąd elektryczny, a jej opór, przeciwnie niż w przypadku metali, maleje ze wzrostem temperatury.
W zależności od natężenia przepływającego prądu w plazmie rozróżnia się trzy stany:
1. przy bardzo małym natężeniu plazma nie emituje światła widzialnego,
2. przy zwiększonym natężeniu plazma zaczyna wytwarzać światło,
3. gdy natężenie prądu przekracza pewną graniczną wartość, powstaje łuk elektryczny (tak jak przy spawaniu).

## Temperatura plazmy
W warunkach ziemskich nie istnieje możliwość utrzymywania plazmy w stanie równowagi termicznej z otoczeniem; obecne są zarówno przepływy energii pomiędzy plazmą a otoczeniem, jak i nierównowagowe rozkłady parametrów fizycznych takich jak temperatura, ciśnienie, gęstość i skład. Co więcej, samo pojęcie temperatury, jako klasy równoważności układów termodynamicznych, traci sens w odniesieniu do układów niebędących w równowadze. W związku z tym, dla nierównowagowej plazmy można zdefiniować kilka różnych odpowiedników temperatury. Są one oparte na:
- średniej energii kinetycznej elektronów (tzw. temperatura elektronowa);
- średniej energii kinetycznej ruchu atomów i jonów;
- rozkładzie długości fali emitowanego światła (temperatura spektralna);
- rozkładzie energii wzbudzenia atomów, cząsteczek i jonów (łącznie z ich stopniem jonizacji)

Wartości takich pseudotemperatur mogą się różnić od siebie nawzajem o kilka rzędów wielkości, a przy tym w równie dużym zakresie zmieniają się w przestrzeni zajmowanej przez plazmę, a także w czasie (np. w związku z przemieszczającymi się liniami wyładowań).

## Struktura komórkowa
Brak równowagi termodynamicznej i związane z nim przepływy mogą prowadzić do powstawania struktur o charakterze dyssypatywnym. W szczególności, różnice temperatur mogą prowadzić do powstawania struktury komórkowej, w której każda komórka jest otoczona przez warstwę podwójną (DL, z ang. double layer). W warstwie podwójnej od strony o wyższej temperaturze występuje warstwa o zwiększonej ilości (gęstości) jonów dodatnich, a od strony chłodniejszej warstwa o zwiększonej gęstości elektronów; między tymi warstwami występuje obszar o zmniejszonej gęstości jonów i elektronów. Komórki te mogą mieć formę ziarnistą, ale częściej obserwuje się formy włókniste, występujące często przy przepływie plazmy. Gdy prąd przepływa przez komórkę plazmy, która jest prawie idealnym przewodnikiem, musi przepłynąć przez warstwę podwójną, i to właśnie na niej następuje prawie cały spadek napięcia.

## Skalowanie
Jedną z ciekawych charakterystyk plazmy jest jej proporcjonalność w zachowaniu (plasma scaling). Tak jak na podstawie zachowania modelu samolotu w tunelu aerodynamicznym można przewidzieć zachowanie się normalnego samolotu, tak samo na podstawie badań laboratoryjnych możemy przewidzieć jak się zachowa plazma, gdy zajmuje ona obszar tak wielki jak galaktyka. To co trwa w laboratorium ułamki sekundy, w skali galaktyki może trwać miliony lat.
Ze względu na elektryczny i magnetyczny charakter plazmy w połowie XX w powstała teoria na temat Kosmosu tzw. Teoria Elektrycznego Kosmosu, obecnie powszechnie odrzucana przez naukowców.

## Historia badań
Wprowadzenie określenia plazmy przypisuje się amerykańskiemu fizykochemikowi, nobliście Irvingowi Langmuirowi w 1928. Szacuje się, że w stanie plazmy znajduje się ponad 99% materii tej części Wszechświata, która znajduje się w obszarze dostępnym dla ludzkiej obserwacji – mowa oczywiście o gwiazdach, składających się głównie z plazmy.